# Angorageit
De angorageit is een geitenras dat afkomstig is uit de vallei Angora (Ankara) op de Centraal Anatolische Hoogvlakte in Turkije. Deze wolproducerende geit is wereldwijd bekend. De wol staat bekend als mohair. De meeste angorageiten zijn te vinden in Zuid-Afrika, de Verenigde Staten (vooral Texas), Australië en Canada.
Rond 1985 werden de eerste vijftien angorageiten uit Canada naar Nederland gehaald. Sindsdien zijn er meer angorageiten geïmporteerd en is het aantal angorageiten in Nederland behoorlijk gegroeid.

## Raskenmerken
Angorageiten zijn wit gekleurde, middelgrote dieren. De bokken wegen 35 tot 50 kilogram, de geiten 25 tot 40 kilogram. De beharing is lang en krullend. Ook de kop is volledig bedekt, waardoor de geit het aanzien heeft van een schaap. De bokken hebben naar achter staande hoorns, die de vorm hebben van een kurkentrekker. Ook de geiten zijn gehoornd, maar hun hoorns zijn eenvoudiger en staan schuin naar achteren. Angorageiten hebben hangende, spits toelopende oren.

## Eigenschappen
De wol van een angorageit groeit ongeveer twee centimeter per maand. Daarom wordt de angorageit tweemaal per jaar (in april en oktober) geschoren en levert hij ongeveer 3,5 tot 4,5 kilogram wol per schering op. Dit is afhankelijk van het geslacht en de leeftijd van het dier. De ruwe mohair is goed te spinnen, uitstekend te verven en glanst als zijde. In gespecialiseerde bedrijven wordt het verwerkt tot onder andere avondkleding, luxe meubelbekledingsstoffen en breigarens. Deze industrie kent een lange traditie. De branche voert een eigen, internationaal gebruikt wolmerk.